# Chungdrag Dorje
Chungdrag Dorje était un tertön du XVIIe siècle qui a fondé un petit monastère de Gegön près de son village natal de Phene dans la région de Kutse de Dege dans le Kham, Tibet oriental. Bien qu'il n'y ait pas de moine là-bas actuellement, le petit monastère existe encore, et est connu dans la région pour ses beaux tableaux muraux religieux. 
Comme Tertön, Chungdrag Dorje a redécouvert des enseignements et des objets sacrés cachés par Padmasambhava au VIIIe siècle. De tels trésors (terma) ont été dissimulés avec l'intention qu'ils seraient découverts et révélés à une date ultérieure où les circonstances seraient telles qu'ils apporteraient des avantages particuliers aux êtres sensibles. Les textes des enseignements découverts par Chungdrag Dorje n'ont pas survécu apparemment à la Révolution Culturelle chinoise. Les objets sacrés découverts par Chungdrag Dorje incluent une cloche anormalement formée, un phurba (le poignard rituel), la syllabe « A » taillée dans la pierre et les pigments à utiliser pour créer les tableaux de murs sacrés dans son monastère mentionné au-dessus. Plusieurs de ces objets ont été conservés et sont toujours gardés au Monastère de Palyul aujourd'hui. 
Dans la tradition Nyingmapa il est dit qu'il y a cent principaux révélateurs de trésor et un plus grand nombre de révélateurs secondaires de trésor. Parmi ces derniers, ce n'est pas rare que la ligne de leurs enseignements finalement cesse. Bien qu'ils fussent avantageux pendant le temps où ils ont prospéré, pour diverses raisons quelques lignages d'enseignement de tertön ont cessé. Ceci semblerait être le cas avec Chungdrag Dorje. 
Steven Seagal a été reconnu comme une réincarnation de Chungdrag Dorje du Monastère de Palyul.